# Северный Флатхед
Северный Флатхед (англ. North Fork Flathead River, кутенай kqaskanmituk) — река на северо-западе штата Монтана, США и на юго-востоке провинции Британская Колумбия, Канада. Является одной из трёх составляющих реки Флатхед, которая в свою очередь является притоком реки Кларк-Форк. Длина составляет 246 км.
Берёт начало в канадской провинции Британская Колумбия, в долине к северо-востоку от водохранилища Кукануса, в районе горного хребта Кларк. Течёт сперва на запад вплоть до континентального водораздела, а затем поворачивает на юг. Пересекает границу с США, после чего формирует западную границу национального парка Глейшер. Вблизи юго-западного въезда в парк, в нескольких милях к северо-востоку от города Колумбия-Фолс, река сливается с рекой Средний Флатхед, а ещё примерно в 10 км ниже по течению она сливается с рекой Южный Флатхед, формируя собственно реку Флатхед.